# World of Warcraft: Mists of Pandaria
World of Warcraft: Mists of Pandaria is de vierde uitbreiding op het MMORPG World of Warcraft. Het was aangekondigd op 21 oktober 2011 door Chris Metzen op BlizzCon 2011 en kwam uit op 25 september 2012.

## Overzicht
In Mists of Pandaria is het hoogste speellevel gestegen van 85 naar 90. Het spel introduceert een nieuwe klasse, de Monk, en een nieuw ras, de Pandaren. Het pet-verzamelsysteem is eveneens veranderd; er is ook een Battle-systeem. Nieuwe scenario's voor player versus environment (PvE) zijn geïntroduceerd en de nieuwe Challenge Modes voor dungeons. De bestaande Talent Tree, bestaande uit 41 punten, wordt vervangen door een Specialization. De speler kan nu per 15 behaalde levels 1 talent kiezen. Er zijn ook 9 nieuwe kerkers (Dungeons), 3 nieuwe invallen (Raids) en 4 nieuwe slagvelden (Battlegrounds) gekomen.

## Plot en inhoud
Het verhaal speelt zich af drie dagen nadat Deathwing verslagen is. De Dragon Aspect verloor zijn krachten door de Dragon Soul te gebruiken tegen Deathwing waardoor ze geen macht meer hebben in Azeroth. Thrall heeft Garrosh uitgekozen als leider van de Horde (Warchief of the Horde) maar dat kwam niet goed aan bij de Horde, aangezien alle leiders van de Horde de keuze van Thrall niet accepteren. Cairne, leider van de Tauren, heeft Garrosh uitgedaagd voor een duel maar werd aangevallen door de Twilight Hammer Clan, die alleen de wereld vernietigd wil zien. Garrosh zijn wapen was betoverd en verslaat Cairne tijdens een duel.
Spanning brak weer uit over Azeroth en Garrosh wilde weer oorlog voeren tegen zijn aartsvijand, de Alliance. Hij start met het droppen van een manabom in Theramore. Lady Jaina Proudmoore wilde Orgrimmar laten overspoelen maar Thrall heeft haar keuze doen veranderen.
Prins Anduin Wrynn, zoon van Varian Wrynn, is gestart met de profeet Velen voor het onderzoeken van nieuwe kunsten. Maar onderweg kwamen ze in een gevecht tegen de Horde. De Alliance kreeg een noodsein en haalde de prins terug en Garrosh zag nieuw land om te veroveren.
De oude god Y'shaarj werd duizenden jaren geleden samen met de andere oude goden opgesloten in Azeroth door de Pantheon. Maar Y'shaarj werd gedood en blies zijn laatste adem uit op Pandaria waardoor het land werd geïnfecteerd door de Sha. Het continent was eerder verborgen door de laatste keizer van de Pandaren, Shaohao, om zijn land te beschermen tegen de Sundering; deze magische barrière is door de natuurramp (Cataclysm) kapot gegaan en begon langzaam uiteen te vallen. Na de rapporteringen aan de respectievelijke leiders (Garrosh Hellscream en Varian Wrynn) trekken beide facties naar het eiland: Garrosh om de natuurlijke rijkdommen te veroveren, de Alliance om de prins terug te vinden en het land te beschermen tegen Garrosh.

### Pandaria

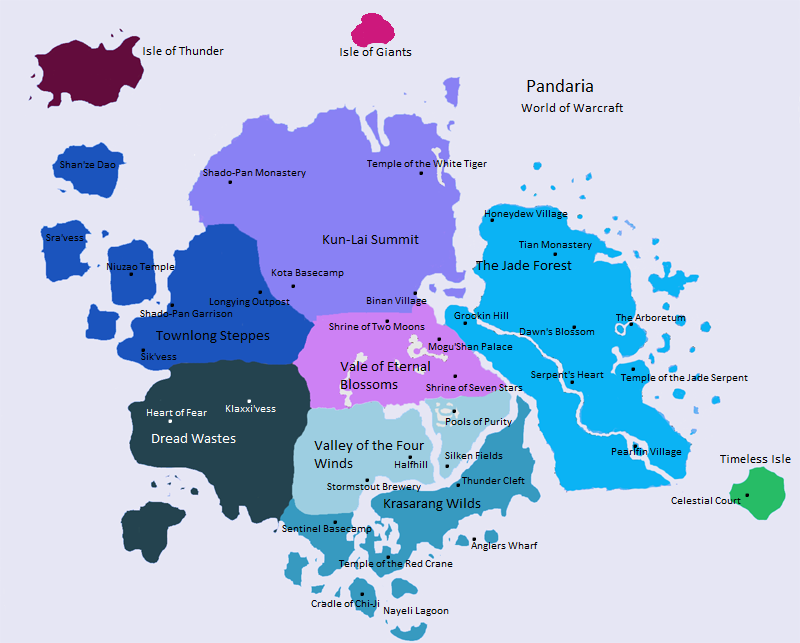
Pandaria in World of Warcraft: Mists of Pandaria

Pandaria is een nieuw continent ten zuiden van Eastern Kingdoms en Kalimdor. Meerdere zones zijn in het spel toegevoegd, waaronder de Jade Forest, Valley of the Four Winds, Vale of Eternal Blossoms, Towlong Steppes, Kun-Lai Summit, Krasarang Wilds en The Dread Wastes. De Jade Forest is de eerste zone die de speler zal betreden voor Alliance en Horde. Het heeft een groot aantal bossen, bergen en watervallen. Ook worden daar de Hozen en de Jinyu geïntroduceerd. Ook is daar de eerste kerker (dungeon) namelijk Temple of the Jade Serpent waar men geconfronteerd wordt met de vijand van de Pandaren, de Sha.

### The Wandering Isle
The Wandering Isle is in werkelijkheid een erg grote schildpad genaamd Shen-zin Su, waar spelers die een Pandaren spelen beginnen met hun avontuur (queesten) totdat ze een faction hebben gekozen.
Historisch heeft de Pandaren Lui Lang gehoord dat er een vreemd gevaar dreigt, en raakt deze bezeten door een vreemd verlangen, een reislust (Wanderlust). Dat is ook de redenen waarom hij Pandaria 10.000 jaren geleden heeft verlaten op de rug van een schildpad, Shen-zin Su, toen nog zo groot als Liu Lang zelf. Lui Lang is al meerdere keren teruggekeerd naar zijn vaderland, maar elke keer werd de schildpad groter en groter, tot een heel eigen landschap is ontstaan van heuvels, dalen, meren en bewerkbare gronden. Het bevat ook een paar dorpen en boerderijen, met in het midden een grote tempel en, helemaal achter op het schild van Shen-zun Su, de Xi'an Academy, waar alle Pandaren-spelers beginnen.
Net als Kezan en de Lost Isles is Shen-zin Su een starterzone: eenmaal daarvandaan vertrokken, kan de speler er niet naar terugkeren.

### Schepselen en vijanden
In Pandaria zijn er nieuwe rassen die spelers zullen tegenkomen en er wellicht tegen vechten. Anders dan de Panderen, die veruit het meest voorkomen, zijn er ook:
- Jinyu: een ras dat de kenmerken heeft van Murlocs en de Naga. Ze staan rechtop en spreken net alsof ze onder water zitten. Enkelen onder hen hebben de gave de toekomst in de wateren te zien. Alliance spelers verdienen reputatie in Jade Forest voor de lokale Jinyu.
- Hozen: Aapachtigen die een kruising zijn van slanke orang-oetans, bavianen en gorilla's. Zij zijn zeer wijd verspreid en hebben meestal maar een korte of een dubbele uitgesproken naam; in geval van het laatste zijn het Hozen van aanzien. Hun spraak is rijk aan krachttermen zoals 'ooker in da dooker'. Spelers voor de Hord verdienen reputatie in Jade Forest voor de Forest Hozen.
- Virmen: Een ras dat het midden houdt tussen konijnen en ratten. Meestal zijn het ongevaarlijke druktemakers die enkel uit zijn op bepaalde groenten en fruit (vooral wortelen), en onvoorzichtige reizigers ervoor overvallen. Zij komen vooral voor in de Valley of the Four Winds maar ook op de Wandering Isle, waar ze de velden met gewassen onveilig maken. Hun spraakpatroon is te vergelijken met kobolden (die steevast roepen "you not take candle!", wat in het Virmen-dialect wordt "You no take carrot! Take turnip instead!")
- Mantid: insectachtig non-humanoïde ras. Meestentijds zijn ze in rusttoestand in de Dread Wastes, tegengehouden door de Serpent's Spine een muur à la Grote Muur. Recent echter, opgezweept door de 'sha', hernieuwen ze hun offensief tegen de Pandaren. Mantid komen in 3 klassen: de vliegende en de lopende standaard, de Ku'chong en de Paragon.
- Mogu: levende stenen krijgers met een roofdierachtig humanoïde uiterlijk, meestal gewapend met zware speren of brede zwaarden. Sommigen zijn begaafd met vormen van duistere magie. Mogu zijn zeer sterke en erg geharde tegenstanders, die meestal begeleid worden door een eveneens levende stenen soort hond, Quillen, die behoorlijk harde klappen kunnen uitdelen. Onder hun heerser, Lei Shen, de Thunder King, wisten zij voor de tijd van de Keizers, een groot deel van Pandaria te bezetten. Van hun hand - en op de rug van de Pandaren - is de Serpent Spine gebouwd tegen de Mantid en de Schrijnen in de Vale of Eternal Blossoms.
- Sha: niet- lichamelijke monsters in verschillende groottes, bestaande uit een wervelende zwart-witte massa van negatieve energie. Onder Shaohao werden de Sha aan banden gelegd, tot de storm tussen de Horde en de Alliance de Sha weer bevrijdden. Onder hun corruptie ontwaakten de Mantid weer, en hun kracht werd een obsessie voor Garrosh.

Voor elke negatieve eigenschap (angst, woede, trots, twijfel, lust) is er een absolute manifestatie van de Sha. Hen vernietigen of onder slot en grendel houden is de voornaamste taak van de Shado-Pan en de Golden Lotus.
- Yaungol: Bisonachtige wezens die nauw verwant zijn aan de Tauren en de Taun'ka, maar een veel wildere levensstijl er op nahouden, dat sterk op een kastesysteem is georiënteerd. Zij komen prominent voor in Kun-Lai Summit en Townlong Steppes.

### Facties in Pandaria
Met Pandaria komen diverse nieuwe facties aan bod, die over het algemeen voor iedereen toegankelijk zijn, met enkele uitzonderingen.

#### Nieuwe facties
- Pearlfin Jinyu/Forest Hozen: Twee nieuwe facties in Mists of Pandaria voor de Alliance/Horde. Je krijgt reputatie door queesten te voltooien in Jade Forest
- Anglers Mists: Een vissersgroepje gelokaliseerd ten zuiden van het centrum in Krasarang Wilds. Reputatie is te verkrijgen door het voltooien van queesten waarbij het beroep Fishing noodzakelijk is. Pat Nagle is de leider van het vissersgroepje.
- August Celestials: Beschermers van de vier Celestials in Pandaria. Spelers kunnen dagelijks voor telkens 1 van hen queesten vervullen en reputatie opbouwen tot de ultieme uitdaging volgt.
- Golden Lotus: Beschermers van de Vale of Eternal Blossoms.
- Klaxxi: Factie in Dread Wastes van de Mantid die zich tegen hun koningin Shek'Zeer hebben gezet. Klaxxi'ves is hun hoofdkwartier waaruit ze opereren tegen de geïnfecteerde Mantids door de Sha.
- Lorewalkers: De Lorewalkers reizen de wereld rond naar oude voorwerpen of plekken. Men krijgt reputatie door het vinden van oude voorwerpen over heel Pandaria.
- Order of the Cloud Serpent: Gelokaliseerd in het Arboretum, Jade Forest, is deze factie de plek waar spelers vanaf level 90 kunnen leren hoe een Cloud Serpent vliegend rijdier te besturen.
- Shado-Pan Mists: Een factie van ninja-achtige Pandarens aan de westelijke kust van Townlong Steppes. Ze zijn de ware beschermers van Pandaria en gaan bewust in strijd tegen vijanden zodat de andere bewoners van Pandaria veilig blijven.
- Shang Xi's Academy Mists: Enkel voor Pandaren. Reputatie wordt gewonnen door de eerste 10 levels succesvol te beëindigen op Wandering Isle, de enige plek waar deze factie te vinden is.
- Tillers Mists: Vereniging van telers in de Valley of the Four Winds. Reputatie is te verkrijgen door het telen van gewassen die ook kunnen worden gebruikt voor het koksberoep (Cooking).
- Black Prince: Eenmaal op level 90 krijgt elke speler een uitnodiging om naar de Tavern in the Mists te reizen en naar Wrathion, de zoon van Deathwing. Wrathion laat spelers het kwaad op Pandaria onderzoeken tijdens een lange uitdagende queestelijn. Spelers die deze queesten voltooien krijgen legendarische beloningen.
- Tsuichui / Huojin: De Alliance/Horde-factie voor Pandaren die hun keuze maken op level 10.
- Xi'an Academy: Enkel voor Pandaren. Reputatie wordt gewonnen door de eerste 10 levels succesvol te beëindigen op Wandering Isle, de enige plek waar deze factie te vinden is.

#### Patch 5.1
- Lion's Landing/Domination Offensive: Twee nieuwe facties voor de Alliance/Horde. Dagelijkse queesten geven toegang tot individuele scenario's.

#### Patch 5.2
- Kirin Tor Offensive/Sunreaver Onslaught: Twee nieuwe facties voor de Alliance/Horde in Patch 5.2: The Thunder King. De twee facties lokaliseren zich op het eiland Isle of Thunder waar ze de strijd aangaan tegen Ra-den een oude toezichter door de titanen (Titans) gekozen.
- Shado-Pan Assault: De aanvallers van Shado-Pan Mists in Throne of Thunder, de plek waar Ra-den is gelokaliseerd. Reputatie is alleen te verkrijgen door het doden van bazen (Bosses)

#### Patch 5.3
- Darkspear Rebellion: Een oorlog ontstaan door de trollen (Trolls) tegen Garrosh Hellscream. Deze factie is zowel voor de Alliance als voor de Horde. Vanaf Patch 5.4 was het niet meer mogelijk met deze factie te spelen.

#### Patch 5.4
- Emperor Shaohao: Een factie gelokaliseerd op de Timeless Isle vernoemd naar de laatste keizer van Pandaria. Reputatie is hier alleen verkrijgbaar door het doden van monsters op het eiland.

## Gameplay

### De Monks (Monniken)
Monks gebruiken zoals schurken (Rogues) energie om hun vaardigheden toe te passen. De basis is Jab waarmee je Chi maakt en dat kan de speler dan gebruiken voor krachtigere aanvallen. Monks zouden normaal gezien geen auto attack hebben maar de ontwikkelaars hebben er toch voor gekozen ze dat te geven. Monks hebben drie Specializations waar je uit kunt kiezen, Brewmaster (tanken), Windwalker (Melee DPS) en Mistweaver (healen). Healen bij Monks wordt ook gedaan met Statues, een soort van totem zoals de Shamans hebben. Monks hebben als Mistweaver een manabar. DPS en tanken zal gebeuren met Energy. Monks dragen leather en alleen de Goblins en Worgen kunnen geen Monk bespelen.

### Pandaren
De Pandaren is een ras dat gebaseerd is op de grote panda's. Het is gecreëerd door de Blizzard-artiest Samwise Didier. De Pandaren werden als eerst gezien in Horde-campaign van Warcraft III: The Frozen Throne, die proberen om oftewel toe te treden tot de Horde of tot de Alliance, wat niet verder werd aangeboord en zelfs als een uitgebreide aprilgrap werd gezien. Anders dan andere rassen in WoW starten de Pandaren compleet neutraal totdat alle quests op de Wandering Isle voltooid zijn. Vanaf dat moment kan de speler kiezen tussen de Horde of Alliance. De Pandaren kunnen alleen een Hunter, een Monk, een Mage, een Priest, een Rogue, een Shaman of een Warrior zijn.

### Queesten in Pandaria
Als een speler eenmaal toegang heeft tot de expansie, deze heeft geïnstalleerd, en level 85 heeft behaald, dan worden spelers door Garrosh (Horde) en Varian (Alliance) eropuit gestuurd om het nieuwe land te verkennen. Queesten in Pandaria nemen de vorm aan van een lange verhaallijn, met de bedoeling spelers in elke zone te begeleiden. Op deze route krijgt men steeds meer inzicht in de Pandaren.
Het verhaal wordt met de dagelijkse queesten voor de facties verder uitgebouwd.

#### Vliegen in Pandaria
Wie begint in Pandaria zal van het gebruik van grondrijdieren meer nut ervaren, vermits de speler eerst tot level 90 dient door te stoten en een speciale rijvaardigheid (riding skill) dient aan te schaffen.
Deze kan de speler kopen in het Schrijn van diens factie op het buitenterras.
Een speciale rijvaardigheid kan worden verdiend met de Order of the Cloud Serpent: een Pandaren-factie die de grote Cloud Serpents berijden. Enkel wanneer men hier de status Exalted behaalt, wordt de skill toegekend en verdient elke speler een van de drie basisversies van het vliegende rijdier. Elke speler die op een Cloud Serpent wil rijden is genoodzaakt zich deze skill eigen te maken.
Bepaalde zones blijven no-fly zones, ook in Mists of Pandaria. Vanaf patch 5.2 komt het eiland van de Thunder King erbij dat eveneens geen eigen vliegen toelaat; er zijn zelfs geen flight paths beschikbaar. Alleen Isle of Giants heeft een vluchtpad - zelf vliegen kan hier echter niet. Ook op het Tijdloze Eiland (Patch 5.3/5.4) kan de speler zelf niet vliegen, behalve om er tot op zekere afstand te komen. Het eiland kent twee vluchtpunten: een voor de Horde en een voor de Alliance.

### Nieuwe instances
In 2011 waren de nieuwe instances aangekondigd: Temple of the Jade Serpent, Stromstout Brewery en Shado-Pan Monastery. Later kondigde men ook aan dat de vier kleine kerkers (Dungeons) van het Scarlet Monastery worden samengevoegd tot twee kerkers. Ook een Heroic versie van Scholomance zal er zijn. Al sinds de Mists of Pandaria pre-release heeft men aangekondigd dat er negen level 90 dungeons zullen zijn en drie raids met 16 bazen (Bosses). Alle invallen (Raids) zullen drie verschillende moeilijkheidsgraden hebben (Normal, Heroic en Looking For Raid (LFR)).

### Challenge Modes
In Mists of Pandaria kunnen spelers de moeilijkheidsgraden Normal of Heroic dungeon doen en ook Challenges. Het doel bij Challenges is een dungeon zo snel mogelijk afmaken. Hoe sneller het is afmaakt, hoe waardevoller de prijs. Als een speler een Challenge mode start zal de uitrusting die hij draagt worden genormaliseerd, zodat het voor iedereen over de hele wereld eerlijk is. Het maakt dus niet uit hoe sterk of zwak een speler zijn uitrusting is.

### Pet Battles
Vanaf nu kunnen de huisdieren (pets) worden gebruikt voor een nieuw systeem. De speler kan zijn huisdier in Pet Battles laten vechten tegen die van andere spelers of tegen pets in de natuur. Bij een gevecht tegen pets in de natuur kan de speler vlak voor de winst de pet vangen. Zo kun de speler pets verzamelen. Het maximum level van een pet is level 25.
Er zijn 10 verschillende pet classes, elk met hun eigen sterkte en zwakte.

## Aankondiging en ontwikkeling
De gamenieuwssite MMO-Champion kondigde aan dat Mists of Pandaria de nieuwe uitbreiding zou kunnen zijn, gebaseerd op handelswaar door Blizzard op 28 juli 2011. Op 2 augustus 2011 werd bevestigd dat Mists of Pandaria de nieuwe uitbreiding werd. Ook zegt Blizzard dat in deze nieuwe uitbreiding Garrosh Hellscream, de leider van de Horde, erg onstabiel wordt waardoor de Horde en de Alliance tegen hem zal moeten vechten in The Siege of Orgrimmar. Tijdens de openingsceremonie op Blizzcon 2011, op 21 oktober 2011, kondigde Chris Metzen aan dat Mists of Pandaria de nieuwe uitbreiding wordt van World of Warcraft. Op 21 maart 2012 heeft Blizzard de bètacodes van Mists of Pandaria uitgegeven, zodat spelers het spel kunnen testen. Tijdens Gamescom 2012, op 16 augustus 2012, heeft Blizzard de trailer van Mists of Pandaria vrijgegeven. Op 25 september 2012 is om 0:01 uur Mists of Pandaria gelanceerd.